# 折口站
折口站（日语：／ Origuchi eki */?）是位於鹿兒島縣阿久根市折口字折口東，肥薩橙鐵道線的車站。車站編號為OR20。

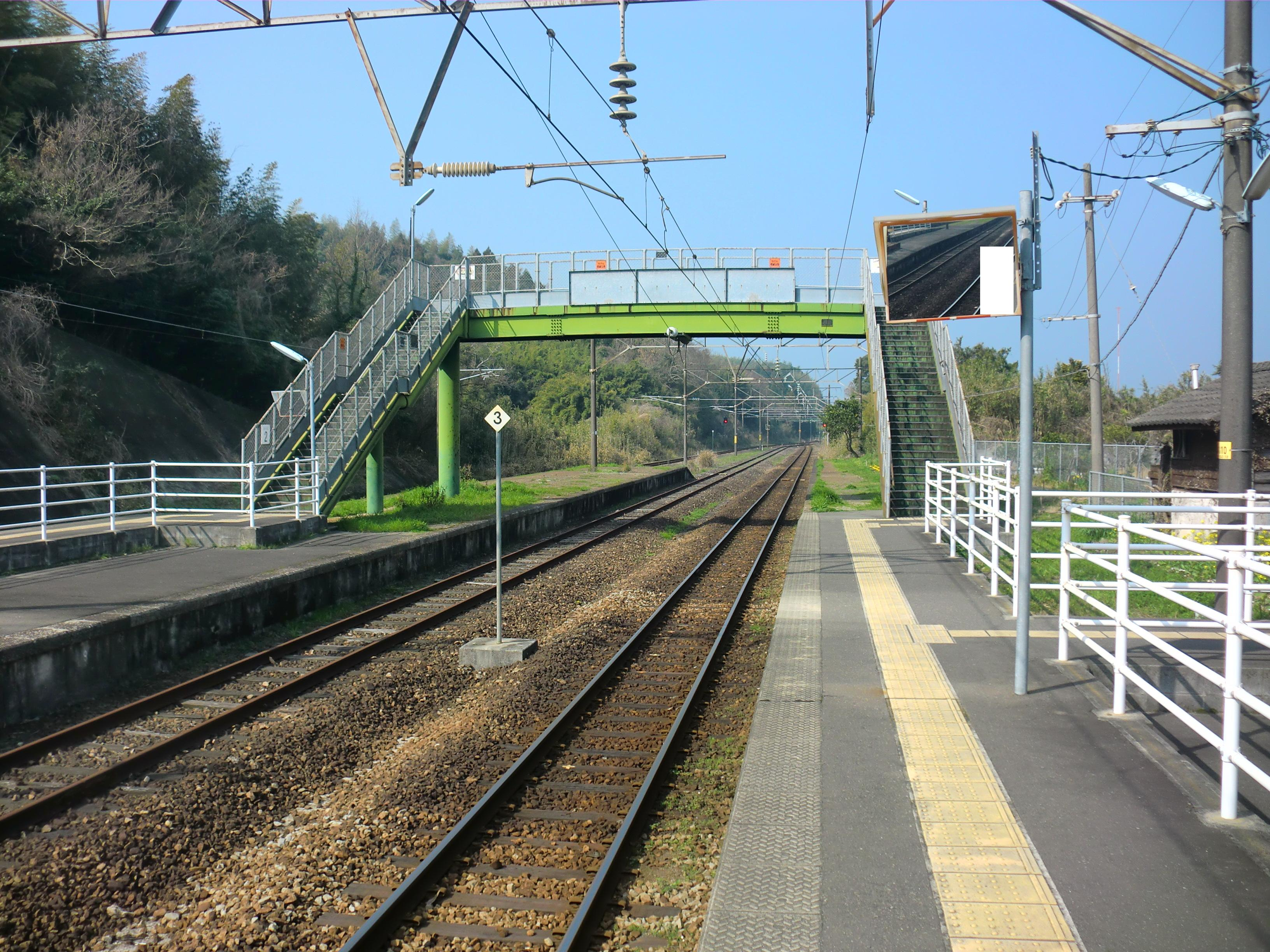
月台(2013年3月)

## 歷史
- 1923年（大正12年）3月25日 - 鐵道省川內線車站啟用。
- 1927年（昭和2年）10月17日 - 湯浦站至水俁站之間開業，八代站至川內站至鹿兒島站之間編入至鹿兒島本線。
- 1949年（昭和24年）6月1日 - 日本國有鐵道成立，成為國鐵車站。
- 1970年（昭和45年）9月1日 - 隨著引入CTC，成為無人車站，由出水站管理。
- 1980年（昭和55年）3月 -  現時車站大樓竣工。
- 1987年（昭和62年）4月1日 - 伴隨國鐵分割民營化，車站由九州旅客鐵道（JR九州）營運。
- 2004年（平成16年）3月13日 - 九州新幹線鹿兒島中央站（當日由西鹿兒島站改名而成）至新八代站之間開業，使鹿兒島本線八代站至川內站之間的鐵路業務由肥薩橙鐵道繼承。

## 車站構造
本站是地面車站，設有2面2線的單式月台。此站為無人車站。本站曾為木造站房，站内設有大型候車室。但該站房在1980年拆毀，並重建成為簡單車站。站房側邊設有候車室，在1990年拆毀至今。2013年設置抽水式公共廁所。
本站曾設有2面3線的混合式月台，普通列車或貨物列車使用舊2號月台，以及等待優等列車通過。在平日早上繁忙時間或海灘季節，此站折返列車使用舊2號月台。舊2號月台在2000年停止使用。在2004年3月成為肥薩橙鐵道後，把舊2號月台的架空電纜撤走，現時路軌還存在，但是出発信號機是停止使用的狀態。與同線的「日奈久溫泉站」或「佐敷站」同樣。
車站南邊是脇本地區的住宅區，較多乘客來自該地區。在早上和黃昏，沿線的高校學生會使用此站使車站十分繁忙。另外，由於車站鄰近[[:脇本海水浴場}脇本海灘|脇本海水浴場}脇本海灘]]，在暑假主要有許多海灘客使用此站。另外，在成為無人車站後，於1980年代末期前，在暑假季節中會由出水站安排車站職員前往此站臨時當值，以應付海灘乘客。肥後二見站、上田浦站、西方站也有相同情況。

### 月台
| 月台 | 路線          | 上下行 | 方向                 | 備註                  |
| ---- | ------------- | ------ | -------------------- | --------------------- |
| 1    | ■肥薩橙鐵道線 | 上行   | 出水、水俁、八代方向 |                       |
| 1・2 | ■肥薩橙鐵道線 | 下行   | 阿久根、川內方向     | 大部分列車使用1號月台 |

## 使用狀況
在2015年度，1日平均乘車人次為102人
| 年度 | 1日平均 乘車人次 | 1日平均 上下車人次 |
| ---- | ---------------- | ------------------ |
| 2007 | 180              | 367                |
| 2008 | 182              | 372                |
| 2009 | 145              | 298                |
| 2010 | 141              | 290                |
| 2011 | 138              | 282                |
| 2012 | 124              | 254                |
| 2013 | 119              | 243                |
| 2014 | 103              | 212                |
| 2015 | 102              | 210                |

## 車站周邊
車站周邊設有少量民居，為一個清靜的地區。距離車站800米設有2條國道行走。車站南邊設有脇本地區住宅區。
- 阿久根市立折多小學
- Arita保育園
- 國道3號、國道389號（日语：国道389号）
- 南九州西回自動車道阿久根北交匯處（日语：阿久根北インターチェンジ）
- 折口簡易郵局
- 脇本海灘（日语：脇本海水浴場）

## 相鄰車站
肥薩橙鐵道
■肥薩橙鐵道線
■快速「超級橙」（只限1號停站，只於星期六日運行）、■快速「快速海洋快車薩摩」（只於星期六日運行）、■普通
野田鄉（OR19）－折口（OR20）－（赤瀨川號誌站）－阿久根（OR21）

## 注腳
1. ↑  鹿兒島縣統計年鑑

## 外部連結
- 折口站（各站資訊） （页面存档备份，存于） - 肥薩橙鐵道